# Lijst van voetbalinterlands Denemarken - Israël
Deze lijst van voetbalinterlands is een overzicht van alle officiële voetbalwedstrijden tussen de nationale teams van Denemarken en Israël. De landen speelden tot op heden tien keer tegen elkaar. De eerste ontmoeting, een vriendschappelijke wedstrijd, werd gespeeld in Tel Aviv op 1 december 1964. Het laatste duel, een kwalificatiewedstrijd voor het Wereldkampioenschap voetbal 2022, vond plaats op 7 september 2021 in Kopenhagen.

## Wedstrijden
| №  | Plaats     | Datum            | Competitie           | Wedstrijd           | Uitslag |
| -- | ---------- | ---------------- | -------------------- | ------------------- | ------- |
| 1  | Tel Aviv   | 1 december 1964  | Vriendschappelijk    | Israël – Denemarken | 0 – 1   |
| 2  | Kopenhagen | 26 oktober 1966  | Vriendschappelijk    | Denemarken – Israël | 3 – 1   |
| 3  | Tel Aviv   | 4 februari 1976  | Vriendschappelijk    | Israël – Denemarken | 0 – 1   |
| 4  | Tel Aviv   | 8 februari 1978  | Vriendschappelijk    | Israël – Denemarken | 2 – 0   |
| 5  | Ramat Gan  | 13 november 1999 | EK 2000 kwalificatie | Israël – Denemarken | 0 – 5   |
| 6  | Kopenhagen | 17 november 1999 | EK 2000 kwalificatie | Denemarken – Israël | 3 – 0   |
| 7  | Kopenhagen | 17 april 2002    | Vriendschappelijk    | Denemarken – Israël | 3 – 1   |
| 8  | Ramat Gan  | 1 maart 2006     | Vriendschappelijk    | Israël – Denemarken | 0 – 2   |
| 9  | Tel Aviv   | 25 maart 2021    | WK 2022 kwalificatie | Israël – Denemarken | 0 − 2   |
| 10 | Kopenhagen | 7 september 2021 | WK 2022 kwalificatie | Denemarken − Israël | 5 − 0   |

## Samenvatting
| Competitie        | Totaal gespeeld | Winst Denemarken | Gelijk | Winst Israël | Doelsaldo Denemarken – Israël |
| ----------------- | --------------- | ---------------- | ------ | ------------ | ----------------------------- |
| WK-kwalificatie   | 2               | 2                | 0      | 0            | 7 − 0                         |
| EK-kwalificatie   | 2               | 2                | 0      | 0            | 8 − 0                         |
| Vriendschappelijk | 6               | 5                | 0      | 1            | 10 − 4                        |
| Totaal            | 10              | 9                | 0      | 1            | 25 − 4                        |

Wedstrijden bepaald door strafschoppen worden, in lijn met de FIFA, als een gelijkspel gerekend.

## Details

### Vijfde ontmoeting
| EK 2000 kwalificatie (play-offs) (Ramat Gan, Israël, 13 november 1999):                                                                                |              | |
| Israël | 0 – 5        | Denemarken |
| | goals        | 2' Jon Dahl Tomasson 35' Jon Dahl Tomasson 66' Stig Tøfting 67' Martin Jørgensen 74' Brian Steen Nielsen                                                                     |
| Shlomo Scharf | bondscoach   | Bo Johansson |
| Dudu Awat Alon Hazan Ran Ben-Shimon 37' Alon Harazi Arik Benado David Amsalem Tal Banin 78' Yossi Abuksis 37' Eyal Berkovich Haim Revivo Amir Turjeman | opstellingen | Peter Schmeichel Thomas Helveg René Henriksen Jes Høgh Jan Heintze 86' Martin Jørgensen 78' Stig Tøfting Brian Steen Nielsen Jesper Grønkjær 78' Jon Dahl Tomasson Ebbe Sand |
| Idan Tal 37' Yossi Benayoun 37' Jan Talesnikov 78' | wissels      | 78' Bjarne Goldbæk 78' Søren Andersen 86' Michael Schjønberg |
| Tal Banin 53' Alon Harazi 55' David Amsalem 66' Arik Benado 68'                                                                                        | gele kaarten | 12' Jesper Grønkjær |
| Haim Revivo 57' | rode kaarten | |

### Zesde ontmoeting
| EK 2000 kwalificatie (play-offs) (Kopenhagen, Denemarken , 17 november 1999):                                                                                                |              | |
| Denemarken | 3 – 0        | Israël |
| Ebbe Sand 4' Brian Steen Nielsen 14' Jon Dahl Tomasson 64' | goals        | |
| Bo Johansson | bondscoach   | Shlomo Scharf |
| Peter Schmeichel 19' Thomas Helveg 71' René Henriksen Jes Høgh Jan Heintze Martin Jørgensen Stig Tøfting Brian Steen Nielsen Jesper Grønkjær 83' Jon Dahl Tomasson Ebbe Sand | opstellingen | Shavit Elimeleh Ofer Talker Alon Harazi Amir Shelah 44' David Amsalem Alon Hazan Tal Banin 29' Idan Tal Eyal Berkovich 73' Yossi Benayoun Amir Turjeman |
| Thomas Sørensen 19' Jacob Laursen 71' Michael Schjønberg 83' | wissels      | 29' Jan Talesnikov 44' Walid Badir 73' Shimon Gershon                                                                                                   |
| | gele kaarten | 19' Eyal Berkovich 85' Shimon Gershon |
| - Debuut van doelman Thomas Sørensen (Sunderland) voor Denemarken. |              | |

### Zevende ontmoeting
| Vriendschappelijk (Kopenhagen, Denemarken, 17 april 2002): |              | |
| Denemarken | 3 – 1        | Israël |
| Jan Heintze 4' Jon Dahl Tomasson 14' Dennis Rommedahl 34' | goals        | 90' (pen.) Avi Nimni |
| Morten Olsen | bondscoach   | Richard Møller Nielsen |
| Thomas Sørensen Kasper Bøgelund René Henriksen 66' Martin Laursen Jan Heintze 80' Christian Poulsen 71' Thomas Gravesen 80' Jesper Grønkjær 46' Jon Dahl Tomasson 46' Dennis Rommedahl 61' Ebbe Sand | opstellingen | Liran Strauber Ilan Bahar 46' Dedi Ben-Dayan Arik Benado Alon Harazi Adoram Keisy 46' Walid Badir Avi Nimni 65' Pini Balili Yossi Abuksis 46' Eyal Ben-Ami |
| Peter Løvenkrands 46' Peter Madsen 46' Jan Michaelsen 61' Thomas Frandsen 66' Per Frandsen 71' Niclas Jensen 80' Brian Steen Nielsen 80'                                                             | wissels      | 46' Avi Tikva 46' Yossi Benayoun 46' Yossi Rozen 65' Yaniv Katan                                                                                           |
| | gele kaarten | 75' Adoram Keisy 85' Yossi Rozen |
| - Debuut van Thomas Frandsen (Viborg FF) voor Denemarken. - Debuut van doelman Liran Strauber (Maccabi Tel Aviv) voor Israël.                                                                        |              | |

### Achtste ontmoeting
| Vriendschappelijk (Ramat Gan, Israël, 1 maart 2006): |       |                                    |
| Israël | 0 – 2 | Denemarken                         |
| | goals | 7' Kenneth Pérez 19' Morten Skoubo |
| - Debuut van Ronny Gafney (Bnei Yehuda Tel Aviv) voor Israël. - Debuut van Lars Jacobsen (FC København) en Nicolai Stokholm (OB Odense) voor Denemarken. |       |                                    |

DBU · A-internationals · Selecties · Bondscoaches · Deens vrouwenelftal · Olympisch elftal · Denemarken U21 · Denemarken U20 · Denemarken U19 · Denemarken U18 · Denemarken U17 · Denemarken U16 · Vrouwen U17
1908 – 1919 ·
1920 – 1929 ·
1930 – 1939 ·
1940 – 1949 ·
1950 – 1959 ·
1960 – 1969 ·
1970 – 1979 ·
1980 – 1989 ·
1990 – 1999 ·
2000 – 2009 ·
2010 – 2019 ·
2020 − 2029
EK's: 1964 · 
1984 · 
1988 · 
1992 · 
1996 · 
2000 · 
2004 · 
2012 · 
2020 · 
2024
WK's: 1986 · 
1998 · 
2002 · 
2010 · 
2018 · 
2022
OS: 1908 · 
1912 · 
1920 · 
1948 · 
1952 · 
1960 · 
1972 · 
1992 · 
2016
1908 · 
1909 · 
1910 · 
1911 · 
1912 · 
1913 · 
1914 · 
1915 · 
1916 · 
1917 · 
1918 · 
1919 · 
1920 · 
1921 · 
1922 · 
1923 · 
1924 · 
1925 · 
1926 · 
1927 · 
1928 · 
1929 · 
1930 · 
1931 · 
1932 · 
1933 · 
1934 · 
1935 · 
1936 · 
1937 · 
1938 · 
1939 · 
1940 · 
1941 · 
1942 · 
1943 · 
1944 · 
1946 · 
1947 · 
1948 · 
1949 · 
1950 · 
1952 · 
1952 · 
1953 · 
1954 · 
1955 · 
1956 · 
1957 · 
1958 · 
1959 · 
1960 · 
1961 · 
1962 · 
1963 · 
1964 · 
1965 · 
1966 · 
1967 · 
1968 · 
1969 · 
1970 · 
1971 · 
1972 · 
1973 · 
1974 · 
1975 · 
1976 · 
1977 · 
1978 · 
1979 · 
1980 · 
1981 · 
1982 · 
1983 · 
1984 · 
1985 · 
1986 · 
1987 · 
1988 · 
1989 · 
1990 ·
1991 · 
1992 · 
1993 · 
1994 · 
1995 · 
1996 · 
1997 · 
1998 · 
1999 · 
2000 · 
2001 · 
2002 · 
2003 · 
2004 · 
2005 · 
2006 · 
2007 · 
2008 · 
2009 · 
2010 · 
2011 · 
2012 · 
2013 · 
2014 · 
2015 · 
2016 · 
2017 · 
2018 ·
2019 ·
2020 ·
2021 ·
2022 ·
2023
Albanië ·
Algerije ·
Argentinië ·
Armenië ·
Australië ·
België ·
Bermuda ·
Bosnië en Herzegovina · 
Brazilië ·
Bulgarije ·
Canada ·
Chili ·
Cyprus ·
DDR ·
Duitsland ·
Ecuador ·
Egypte ·
Engeland ·
Estland ·
Faeröer · 
Finland · 
Frankrijk ·
Gambia ·
Georgië ·
Ghana ·
Gibraltar ·
GOS ·
Griekenland ·
Honduras ·
Hongarije ·
Hongkong ·
Ierland ·
IJsland ·
Indonesië ·
Iran ·
Israël ·
Italië ·
Japan ·
Joegoslavië ·
Kameroen ·
Kazachstan ·
Kosovo · 
Kroatië · 
Letland ·
Liechtenstein ·
Litouwen ·
Luxemburg ·
Malta ·
Marokko ·
Mexico ·
Moldavië · 
Montenegro · 
Nederland ·
Nederlandse Antillen ·
Nigeria ·
Noord-Ierland ·
Noord-Macedonië ·
Noorwegen ·
Oekraïne ·
Oostenrijk ·
Panama ·
Paraguay ·
Peru ·
Polen ·
Portugal ·
Roemenië ·
Rusland ·
San Marino ·
Saoedi-Arabië ·
Schotland ·
Senegal ·
Servië ·
Singapore ·
Slovenië ·
Slowakije ·
Sovjet-Unie ·
Spanje ·
Suriname ·
Thailand ·
Togo · 
Tsjechië ·
Tsjecho-Slowakije ·
Tunesië · 
Turkije · 
Uruguay ·
Verenigde Arabische Emiraten ·
Verenigde Staten ·
Wales ·
Wit-Rusland ·
Zuid-Afrika ·
Zuid-Korea ·
Zweden ·
Zwitserland
Argentinië (1995) · 
Australië (2018) ·
Australië (2022) · 
België (2021) · 
Duitsland (1992) · 
Duitsland (2012) · 
Engeland (2021) · 
Finland (2021) · 
Frankrijk (2002) · 
Frankrijk (2018) · 
Japan (2010) · 
Kameroen (2010) · 
Kroatië (2018) · 
Nederland (2010) · 
Nederland (2012) · 
Peru (2018) · 
Portugal (2012) · 
Rusland (2021) · 
Senegal (2002) · 
Tsjechië (2021) · 
Uruguay (2002) · 
Wales (2021)
IFA · A-internationals · Kwalificatiewedstrijden · Bondscoaches · Statistieken · Israëlisch vrouwenelftal · Olympisch elftal · Israël U21 · Israël U20 · Israël U19 · Israël U18 · Israël U17 · Israël U16
1934 – 1939 · 
1940 – 1949 · 
1950 – 1959 · 
1960 – 1969 · 
1970 – 1979 · 
1980 – 1989 · 
1990 – 1999 · 
2000 – 2009 · 
2010 – 2019 ·
2020 − 2029
WK 1970
1934 · 
1935–1937 · 
1938 · 
1939 · 
1948 · 
1941–1947 · 
1948 · 
1949 · 
1950 · 
1951–1952 · 
1953 · 
1954 · 
1955 · 
1956 · 
1957 · 
1958 · 
1959 · 
1960 · 
1961 · 
1962 · 
1963 · 
1964 · 
1965 · 
1966 · 
1967 · 
1968 · 
1969 · 
1970 · 
1971 · 
1972 · 
1973 · 
1974 · 
1975 · 
1976 · 
1977 · 
1978 · 
1979 · 
1980 · 
1981 · 
1982 · 
1983 · 
1984 · 
1985 · 
1986 · 
1987 · 
1988 · 
1989 · 
1990 · 
1991 · 
1992 · 
1993 · 
1994 · 
1995 · 
1996 · 
1997 · 
1998 · 
1999 · 
2000 · 
2001 · 
2002 · 
2003 · 
2004 · 
2005 · 
2006 · 
2007 · 
2008 · 
2009 · 
2010 · 
2011 · 
2012 · 
2013 · 
2014 · 
2015 ·
2016 ·
2017 ·
2018 ·
2019 ·
2020 ·
2021 ·
2022 ·
2023
Albanië · 
Andorra ·
Argentinië ·
Armenië ·
Australië ·
Azerbeidzjan ·
België ·
Bosnië en Herzegovina ·
Brazilië ·
Bulgarije ·
Chili ·
Colombia ·
Cyprus ·
Denemarken ·
Duitsland ·
Engeland ·
Estland ·
Ethiopië ·
Faeröer ·
Filipijnen ·
Finland ·
Frankrijk ·
Georgië ·
GOS ·
Griekenland ·
Guatemala ·
Honduras ·
Hongarije ·
Hongkong ·
Ierland ·
IJsland ·
India ·
Iran ·
Italië ·
Ivoorkust ·
Japan ·
Joegoslavië ·
Kosovo ·
Kroatië ·
Letland ·
Liechtenstein ·
Litouwen ·
Luxemburg ·
Maleisië ·
Malta ·
Mexico ·
Moldavië ·
Montenegro ·
Myanmar ·
Nederland ·
Nieuw-Zeeland ·
Noord-Ierland ·
Noord-Macedonië ·
Noorwegen ·
Oekraïne ·
Oezbekistan ·
Oostenrijk ·
Pakistan ·
Polen ·
Portugal ·
Roemenië ·
Rusland ·
San Marino ·
Schotland ·
Servië ·
Singapore ·
Slovenië ·
Slowakije ·
Sovjet-Unie ·
Spanje ·
Taiwan ·
Thailand ·
Tsjechië ·
Turkije ·
Uruguay ·
Verenigde Staten ·
Wales ·
Wit-Rusland ·
Zambia ·
Zuid-Afrika ·
Zuid-Korea ·
Zuid-Vietnam ·
Zweden ·
Zwitserland